# تد کروز
رافائل ادوارد «تد» کروز (به انگلیسی: Ted Cruz) (زادهٔ ۲۲ دسامبر ۱۹۷۰) از سیاستمداران آمریکایی و سناتور ایالات متحده از تگزاس است او از نامزدهای حزب جمهوری‌خواه در انتخابات ریاست جمهوری سال ۲۰۱۶ ایالات متحده بود.
کروز تحصیلات ابتدایی و متوسطه را در هیوستون و و حومه‌ی آن انجام داد، در سال ۱۹۹۲ از دانشگاه پرینستون، و سپس در ۱۹۹۵ از مدرسه‌ی حقوق هاروارد فارغ‌التحصیل شد. او پیش از این و بین سال‌های ۱۹۹۹ و ۲۰۰۳، اداره‌کننده‌ی اداره‌ی برنامه‌ریزی کمیسیون فدرال تجارت، دستیار قائم مقام دادستان کل ایالات متحده در وزارت دادگستری و مشاور سیاست داخلی جورج دابلیو بوش رئیس‌جمهور ایالات متحده در کمپین ۲۰۰۰ بوش - چینی بود. او از ۲۰۰۳ تا مه ۲۰۰۸ سلیسیتر کل تگزاس به انتصاب گرگ ابت، دادستان کل تگزاس، بود. او اولین سلیسیتر کل هیسپنیک در تگزاس و جوان‌ترین سلیسیتر کل در ایالات متحده بوده و طولانی‌ترین دوره‌ی مسئولیت را در تاریخ تگزاس بر عهده داشته‌است. علاوه بر این، کروز استاد وابسته حقوق در مدرسه حقوق دانشگاه تگزاس در آستین بود که در آن از ۲۰۰۴ تا ۲۰۰۹ دعوی دادگاه عالی ایالات متحده تدریس می‌کرد.
کروز کاندید حزب جمهوریخواه برای جانشینی کرسی دیگر سناتور جمهوریخواه کی بیلی هاچیسن بود. در ۳۱ ژوئیه ۲۰۱۲ او در مقدماتی حزب معاون فرماندار دیوید دوهرست را ۵۷٪–به-۴۳٪ شکست داد. در انتخابات اصلی کروز نماینده سابق مجلس ایالت، پال سدلر را ۵۶٪-به–۴۱٪ شکست داد. او نخستین هیسپنیک آمریکایی برگزیده شده به عنوان سناتور از تگزاس و یکی از سه سناتور کوبایی‌تبار است. کروز رئیس سوکمیته قضایی سنای ایالات متحده برای نظارت، فعالیت‌های حقوق و سازمان‌های فدرال، و نیز رئیس سوکمیته بازرگانی سنای ایالات متحده برای فضا، علوم و رقابتی بودن است. او در نوامبر ۲۰۱۲ به قائم مقامی ریاست کمیته سناتوری ملی جمهوریخواه منصوب شد.
سناتور کروز رسماً در ۲۳ مارس ۲۰۱۵، کاندیداتوری خود را برای انتخابات ریاست جمهوری سال ۲۰۱۶ ایالات متحده اعلام کرد. در کمپین او برای انتخابات مقدماتی، پایگاه هواداری او بیشتر در میان محافظه کاران اجتماعی بوده، گرچه او در بین جناح‌های دیگر حزبش نیز جذبه دارد. کروز آشکارا با جنبش تی پارتی همراه شناخته می‌شود و کاکس ریپابلیکن لیبرتی از او حمایت کرده‌است. در ۱ فوریه ۲۰۱۶، او نخستین هیسپنیکی شد که انتخابات مقدماتی ریاست جمهوری آیووا را می‌برد.

## اوایل زندگی
کروز در کلگری، آلبرتا، کانادا که والدینش، النور الیزابت ویلسن دارا و رافائل بینونیدو کروز، در صنایع نفت آن کار می‌کردند زاده شد. والدین او یک شرکت لرزه‌شناسی انعکاسی برای حفاران نفتی داشتند. پدر کروز که در ۱۹۳۹ در ماتاناساس، کوبا متولد شده، به نوشتهٔ رابرت گرت در دالاس مورنینگ نیوز، «به خاطر اعتراض به حکومت سرکوبگر فولنخثیو باتیستا دچار شکنجه و زندان شد.» او در ۱۴ سالگی برای فیدل کاسترو کمونیست انقلابی در انقلاب کوبا مبارزه کرد ولی «نمی‌دانست کاسترو کمونیست است.» چند سال بعد «وقتی این رهبر شورشی کنترل امور را به دست گرفت و شروع به مصادره اموال خصوصی و سرکوب اعتراضات کرد» منتقد سرسخت کاسترو شد. کروز پدر در ۱۹۵۷ در ۱۸ سالگی از کوبا گریخت و بدون دانستن انگلیسی و به همراه ۱۰۰$ که به لباس زیرش دوخته شده بود به آستین آمد تا در دانشگاه تگزاس تحصیل کند. خواهر کوچکتر او به عنوان ضدانقلاب مبارزه کرد و توسط حکومت جدید شکنجه شد. او افسوس حمایت اولیهٔ خود از کاسترو را می‌خورد و در سال‌های بعد ناخرسندی خود را به پسر جوانش انتقال داده‌است. پدر کروز در دوران دانشگاه به عنوان ظرفشور کار می‌کرد و ساعتی ۵۰ سنت درآمد داشت، تا این که مدرکی در ریاضی دریافت کرد. پدر کروز امروزه در کرولتون، تگزاس در حومهٔ دالاس کشیش است، و در ۲۰۰۵ به شهروندی آمریکا درآمده‌است.
مادر کروز در ویلمینگتون، دلاور، در خانواده‌ای از تبار ایرلندی و ایتالیایی بزرگ شده‌است. او اولین شخصی در خانوادهٔ خود است که به دانشگاه رفته‌است. او در دههٔ ۱۹۵۰ از دانشگاه رایس در هیوستون لیسانس ریاضی دریافت کرد و تابستان‌ها در فولیز و رویال داچ شل کار می‌کرد. او بعدها در شل به عنوان برنامه‌نویس کامپیوتری کار کرد. کروز گفته‌است، «من کوبایی، ایرلندی، و ایتالیایی هستم و با این وجود بپتیست جنوبی از آب درآمدم.»
والدین کروز در ۱۹۷۴، پس از کار در میدان‌های نفتی آلبرتا، پس از نزول قیمت نفت اولین شرکت داده‌های لرزه‌نگاری خود را فروختند و به هیوستون بازگشتند. آنان وقتی کروز در مدرسه حقوق بود از هم جدا شدند.

## تحصیلات
کروز بخشی از دبیرستان را در آکادمی فیت وست در کیتی، تگزاس گذراند، و بعدتر در ۱۹۸۸ به عنوان دانشجوی ممتاز فارغ‌التحصیل که خطابه جشن فارغ‌التحصیلی را می‌خواند از دبیرستان بپتیست دوم در هیوستون فارغ‌التحصیل شد. کروز در دورهٔ دبیرستان در گروهی مستقر در هیوستون به نام بنیاد آموزش بازار آزاد شرکت می‌کرد که در آن دربارهٔ فلاسفهٔ بازار آزاد چون میلتون فریدمن، فریدریش هایک، فردریک باستیا و لودویگ فن میزس آموخت. این برنامه را را رالند استوری اداره می‌کرد و کروز در ۱۳ سالگی وارد آن شد.
کروز با کوم لودی (با افتخار) با مدرک لیسانس از مدرسه امور عمومی و بین‌المللی وودرو ویلسون دانشگاه پرینستون در ۱۹۹۲ فارغ‌التحصیل شد. او هنگام حضور در پرینستن، در پنل مناظرهٔ جامعه ویگ-کلایوسوفیک آمریکا رقابت کرد و در مسابقات ملی مناظره آمریکا و مسابقات مناظره آمریکای شمالی در ۱۹۹۲ برنده شد. او در ۱۹۹۲، به عنوان سخنران ملی سال آمریکا و (به همراه شریکش دیوید پنتن) تیم سال برگزیده شد. کروز همچنین در مسابقات مناظره دانشگاه‌های جهان در ۱۹۹۵ به نیمه نهایی رسید.
تز کارشناسی کروز در خصوص تفکیک قوا با عنوان «چیدن بال‌های فرشتگان،» ملهم از متنی منتسب به جیمز مدیسن رئیس‌جمهور آمریکا بود: «اگر قرار بود فرشتگان بر انسان‌ها حکومت کنند، نه به کنترل داخلی بر حکومتها نیازی بود نه به کنترل خارجی.» کروز استدلال می‌کرد که نویسندگان قانون اساسی قصد داشتند حقوق موکلین خود را حفظ کنند، و دو مورد آخر منشور حقوق ایالات متحده آمریکا توقفی بر حکومت قدرتمند وارد می‌کند. کروز نوشته‌است: «آنها صرفاً از جهت‌های مختلف عمل می‌کنند. دهمی جلوی قوای جدید را می‌گیرد، و نهمی همه حقوق و عدم حقوق دیگر را تثبیت می‌کند.»
کروز پس از فارغ‌التحصیلی از پرینستن، وارد مدرسه حقوق هاروارد شد و با مگنا کوم لودی (با افتخار بسیار) با مدرک دکترای حقوق (جی دی) در ۱۹۹۵ فارغ‌التحصیل شد. کروز حین حضور در هاروارد، از ویراستان ابتدایی نشریه نقد حقوق هاروارد و دبیر اجرایی ژورنال حقوق و سیاست عمومی هاروارد، و دبیر مؤسس نقد حقوق لتینوی هاروارد بود. پروفسور الن درشویتس در اشاره به دوران دانشجویی کروز در حقوق هاروارد، گفته‌است «کروز به‌طور خارق‌العاده‌ای درخشان بود.» کروز هنگام حضور در حقوق هاروارد فلوی جان الین در حقوق و اقتصاد بود.
کروز در حال حاضر در هیئت مشاورین نقد حقوق و سیاست تگزاس است.

## سنای ایالات متحده

### انتخابات ۲۰۱۲

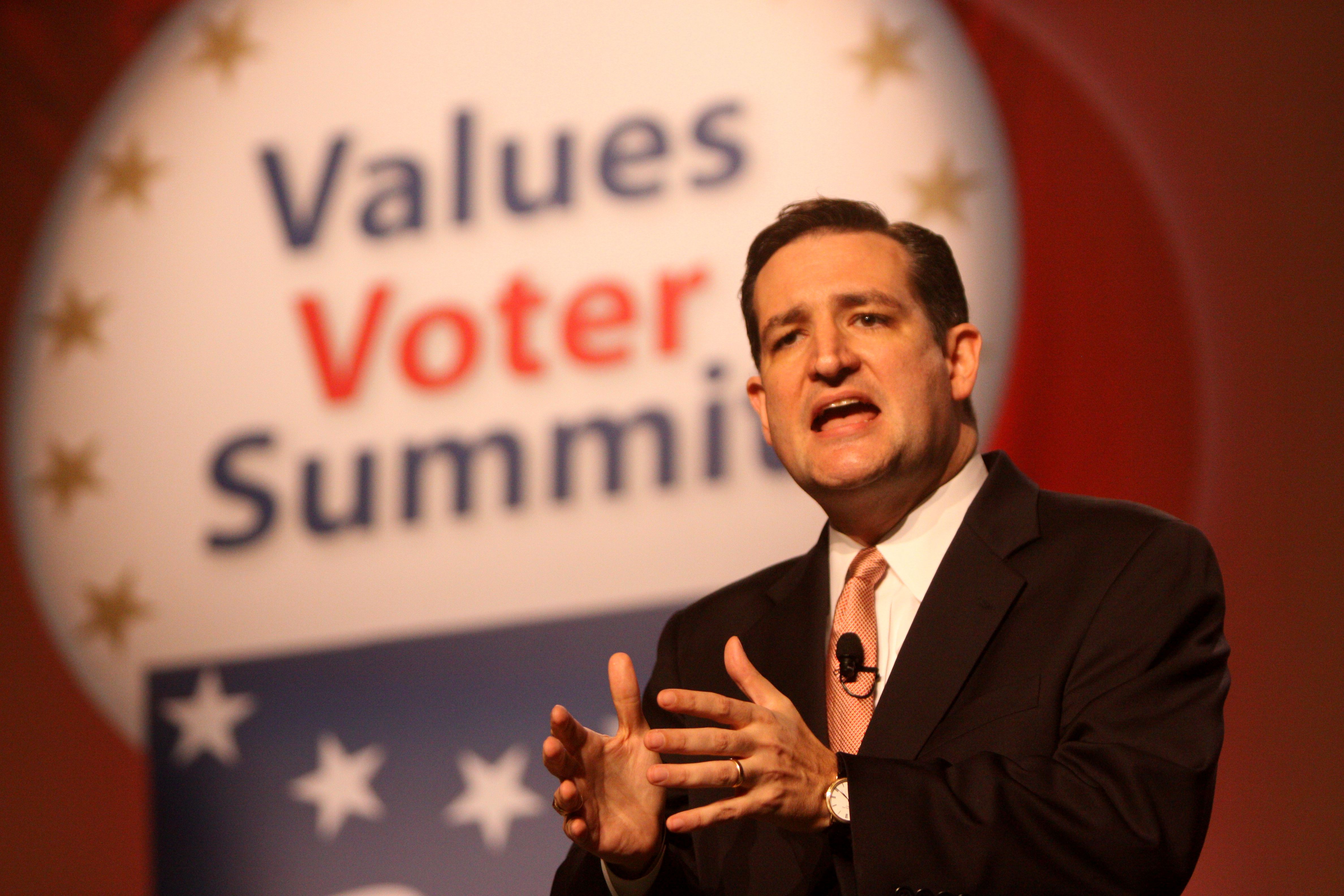
کروز در حال سخنرانی در نشستی انتخاباتی در اکتبر ۲۰۱۱.

واشینگتن پست انتخاب کروز را «بزرگترین شکست غیرمنتظره ۲۰۱۲ … یک پیروزی حقیقی سیاست مردمی علیه رقبایی خیلی کم شانس» خواند.
سناتورهای ایالات متحده تام کوبرن، جیم دمینت، مایک لی، رند پال، و پت تومی از او حمایت کردند. او همچنین مورد حمایت سارا پیلین فرماندار سابق آلاسکا، ران پال، نماینده سابق کنگره، جورج پی. بوش،رو یک سنتوروم سناتور سابق ایالات متحده از پنسیلوانیا قرار گرفت.

### لایحه مراقبت مقرون به صرفه
کروز در تابستان ۲۰۱۳، در کنگره به‌طور مستمر برای قطع بودجه لایحه حفاظت از بیمار و مراقبت مقرون به صرفه تلاش کرد که منجر به تعطیلی دولت فدرال شد و استدلال کرد که تعطیلی دولت بلایی برای آمریکا یا حزب جمهوریخواه نیست.
در ۲۴ سپتامبر ۲۰۱۳، کروز سخنرانی را در خصوص لایحه مراقبت مقرون به صرفه در سنا آغاز کرد. کروز قول داد تا جایی که «دیگر توانایی ایستادن نداشته باشد» سخنرانی کند. کروز با ایراد چهارمین سخنرانی طولانی در تاریخ سنای ایالات متحده، در ظهر روز بعد از آن جلسه قانونگذاری به سخنرانی خود پس از ۲۱ ساعت و نوزده دقیقه پایان داد. در پی سخنرانی کروز سنا با رای ۱۰۰–۰ به طرح تأمین بودجه برای جلوگیری از تعطیلی دولت فدرال تصویب کرد.

### قانون ۲۱۹۵ سنا
تد کروز در آوریل ۲۰۱۴ طرحی را به سنا پیشنهاد کرد که بر اساس آن رئیس‌جمهور آمریکا می‌تواند از اعطای ویزا به سفیر هر کشور نزد سازمان ملل که در اقدامات جاسوسی یا تروریستی علیه آمریکا دست داشته یا منافع و امنیت ملی آمریکا یا متحدینش را تهدید کند خودداری کند. این طرح در پاسخ به انتخاب ایران برای معرفی حمید ابوطالبی به عنوان سفیر خود در سازمان ملل پیشنهاد شد. او از جمله عوامل درگیر در بحران گروگان‌گیری در سفارت ایالات متحده آمریکا بود. این طرح با امضای اوباما به قانون تبدیل شد و کروز از رئیس‌جمهور و سایر سناتورها برای تصویب آسان آن تشکر کرد.

### عضویت در کمیته‌ها
کروز از ژانویهٔ ۲۰۱۵ ریاست سوکمیته بازرگانی سنا در زمینهٔ علوم و فضا را بر عهده دارد. او در این مقام مسئول نظارت بر ناسا است.

## کمپین انتخاباتی ریاست جمهوری

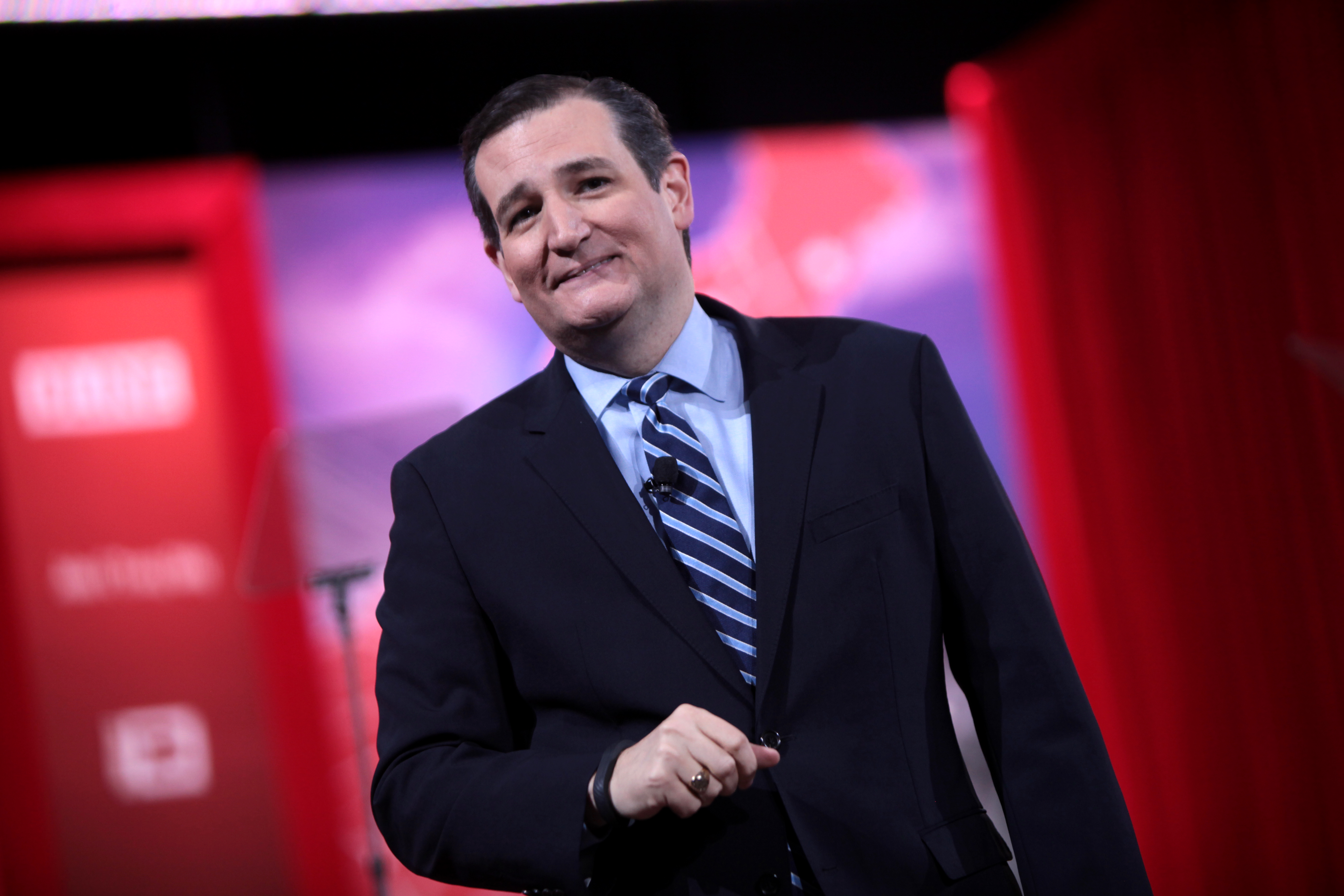
سناتور کروز در حال سخنرانی در کنفرانس اقدام سیاسی محافظه کار ۲۰۱۵ در بندرگاه ملی، مریلند

در ۲۳ مارس ۲۰۱۵، کروز در صفحهٔ توییتر خود اعلام کرد «من برای ریاست جمهوری رقابت می‌کنم و امیدوارم حمایت شما را جلب کنم!» او نخستین نامزد اعلام شدهٔ حزب جمهوریخواه برای انتخابات ریاست‌جمهوری است.
کروز در ۱ فوریه ۲۰۱۶ در انتخابات مقدماتی ریاست جمهوری آیووا، که اولین ایالت برگزارکنندهٔ این انتخابات است، پیروز شد. او نخستین هیسپنیکی است که موفق به پیروزی در آیووا شده‌است.

## مواضع سیاسی

### امور داخلی
کروز «قویاً ضد سقط جنین» است و «تنها وقتی اجازهٔ چنین کاری را می‌دهد که حاملگی جان مادر را به خطر بیندازد.» کروز مخالف ازدواج و هم اتحاد مدنی همجنس است. او معتقد است ازدواج باید از نظر قانونی باید «بین یک مرد و یک زن تعریف شود» ولی معتقد است که قانونی بودن ازدواج همجنس باید به ایالات واگذار شود تا دربارهٔ آن تصمیم‌گیری کنند. حقوق ایالات.
کروز هوادار انتخاب مدرسه است و با استاندارهای آموزشی کامن کر مخالف است. کروز مخالف سرسخت لایحه حفاظت از بیمار و مراقبت مقرون به صرفه (اوباما کر) است. او از طرح‌های قانونی حمایت کرده که این قانون اصلاح مراقبت بهداشتی را ملغی می‌کند.
کروز از حامیان حق نگهداری و حمل سلاح است. او در سال ۲۰۱۳ به همراه سناتورها پال و لی، در بیانیه‌ای تهدید کردند در تصویب هر قانونی که در برگیرندهٔ کنترل اسلحه باشد اخلال خواهند کرد. کروز در مسایل مهاجرتی در جریان بحران مرزی ۲۰۱۴ موضعی سرسخت اتخاذ کرد و از مخالفان اصلاح جامع مهاجرتی است. کروز حامی ۵۰۰٪ افزایش (از ۶۵٬۰۰۰ به ۳۲۵٬۰۰۰ در سال) در کارگران خارجی ماهر وارد شونده به آمریکا با استفاده از ویزای اچ۱-بی است.
کروز با قانونی کردن ماری جوآنا مخالف است، ولی بر این باور است که در خصوص این مسئله باید در سطح ایالتی تصمیم‌گیری شود.
کروز از عدم شنود کافی تروریست‌ها توسط سازمان امنیت ملی آمریکا، و در مقابل رسوخ آن به حریم شخصی شهروندان ابراز نگرانی کرده‌است.
کروز از مجازات اعدام حمایت می‌کند.
کروز با بیطرفی نت مخالف است زیرا معتقد است اقتصاد اینترنت در آمریکا تنها به این دلیل شکوفا شده که عمدتاً از مقررات دولتی رها باقی مانده‌است. او معتقد است مقررات‌گذاری برای اینترنت نوآوری اینترنتی را کند کرده و منجر به ایجاد انحصارها خواهد شد.

### اقتصاد
کروز از سوی مرکز مطالعات سیاست تجاری مؤسسه کیتو از «تجارت آزادی‌ها» و از سوی وال ستریت ژورنال به عنوان یکی از حامیان تجارت آزاد توصیف شده‌است.
کروز می‌خواهد اندازهٔ دولت را به‌طور قابل توجهی کاهش دهد. کروز در سال ۲۰۱۳ پیشنهاد کرد سرویس درآمد داخلی (IRS) برچیده شده و یک مالیات ثابت پیشنهاد کرد که در آن هر آمریکایی معمولی بتواند مالیاتش را روی یک کارت پستال پر کند. کروز شدیداً مخالف افزایش حداقل دستمزد است. کروز از زمان انتخاب شدن، مدت زیادی را به صحبت در خصوص آنچه سیاست‌های اقتصادی گمراهانهٔ دولت اوباما می‌نامد اختصاص داده‌است. در فوریه ۲۰۱۴، کروز با افزایش نامشروط حد بدهی ملی مخالفت کرد. او قول داده‌است پنج سازمان در حد کابینهٔ دیگر را نیز برچیند. او پیشنهاد داده وزارتخانه‌های انرژی، آموزش، بازرگانی و مسکن و توسعهٔ شهری برچیده شوند.

### محیط زیست
کروز از حامیان خط مجادله‌برانگیز کیستون شرکت ترانس کانادا است، به همراه همهٔ سناتورهای دیگر جمهوری‌خواه از حامیان قانونی بود که مجوز تأسیس این خط لوله را صادر می‌کرد.
کروز اجماع علمی در خصوص تغییر اقلیمی را کاملاً نفی می‌کند و بیش از ۱ میلیون دلار کمک مالی انتخاباتی از ۲۰۱۱ تاکنون از شرکت‌های نفت و گاز دریافت کرده‌است.

### امور خارجی
در سیاست خارجی، کروز خود را جایی بین انزواگرایی رند پال و مداخله گرایی فعال جان مک‌کین توصیف کرده‌است. کروز از مخالفین سرسخت برنامه جامع اقدام مشترک، توافقی بین‌المللی با ایران در خصوص هسته‌ای که در نتیجهٔ مذاکرهٔ گروه ۵+۱ به دست آمده، است و آن را «فاجعه بار» و «مخرب» خوانده‌است. او از جمله مخالفان نزدیکی آمریکا به کوبا است. در سال ۲۰۱۳، کروز در خصوص سیاست خارجی گفته آمریکا هیچ نصیبی از جنگیدن در جنگ داخلی سوریه نمی‌برد و این که نیروهای آمریکا نباید به عنوان نیروی هوایی القاعده عمل کنند. در سال ۲۰۱۴، کروز از دولت اوباما انتقاد کرد: «تیم سیاست خارجی رئیس‌جمهور تهدید داعش را کاملاً نادیده گرفت، در تلاش برای شورشیان سوری بود که در کنار داعش می‌جنگیدند،» و داعش را «چهرهٔ شر» خواند.
در سال ۲۰۱۸ او با رضا پهلوی، ولیعهد پیشین ایران ملاقات کرد و از او در راستای مخالفت با جمهوری اسلامی حمایت کرد.

## زندگی شخصی

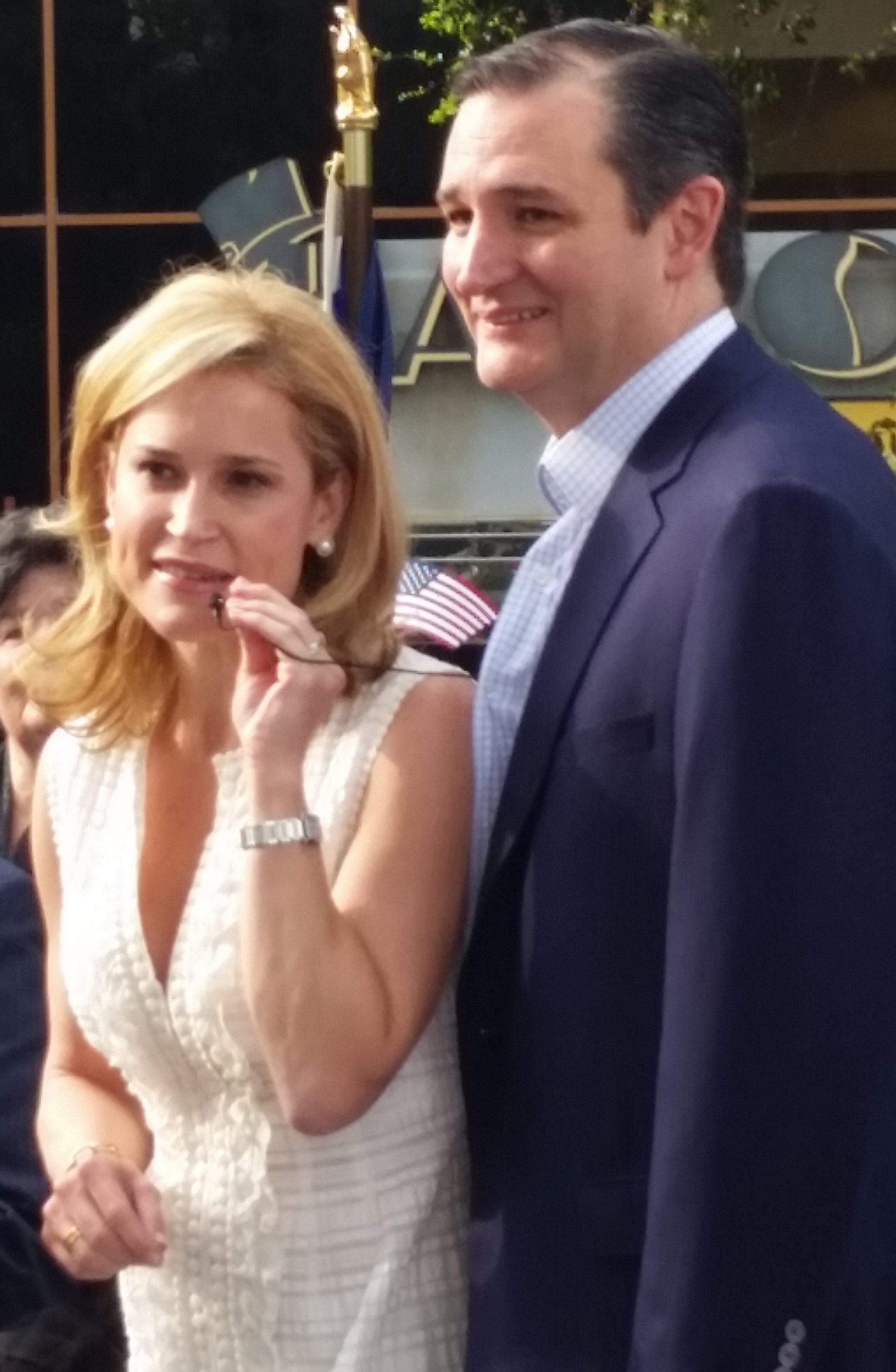
کروز به همراه همسرش هایدی در حال مبارزهٔ انتخاباتی هیوستون، مارس ۲۰۱۵

کروز در سال ۲۰۰۱ با هایدی نلسن ازدواج کرد. این زوج دو دختر دارند: کرولاین (متولد ۲۰۰۸) و کترین (متولد ۲۰۱۱). کروز با همسرش حین کار در کمپین ریاست جمهوری سال ۲۰۰۰ جرج دابلیو بوش آشنا شد. همسر او هم‌اکنون از مقام خود به عنوان رئیس بخش مدیریت سرمایه‌گذاری منطقهٔ جنوب غرب گلدمن ساکس مرخصی گرفته‌است. او پیشتر در کاخ سفید برای کاندولیزا رایس و در نیویورک به عنوان بانکدار سرمایه‌گذاری کار می‌کرده‌است.